# Welykyj Kljutschiw
Welykyj Kljutschiw (ukrainisch Великий Ключів;  russisch Великий Ключев Weliki Kljutschew, polnisch Kluczów Wielki) ist ein Dorf in der ukrainischen Oblast Iwano-Frankiwsk mit etwa 3400 Einwohnern (2001).

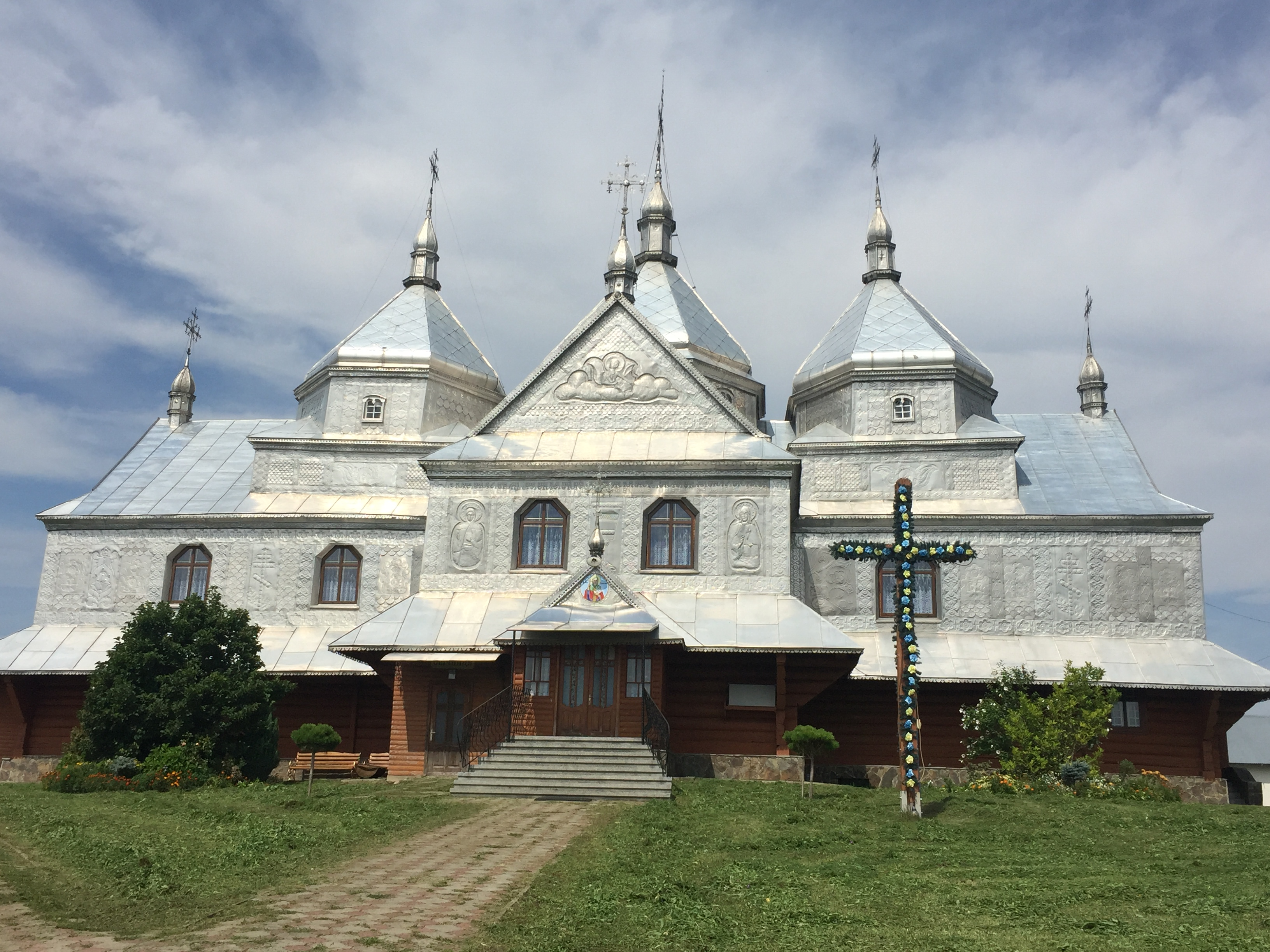
Kirche im Ort

Das erstmals 1416 schriftlich erwähnte Dorf liegt im Osten der historischen Landschaft Galizien am Ufer der 12 km langen Kljutschiwka (Ключівка, Flusssystem Pruth) 9 km südwestlich von Nyschnij Werbisch, 13 km südwestlich vom Rajonzentrum Kolomyja und 70 km südöstlich vom Oblastzentrum Iwano-Frankiwsk.
Fünf Kilometer östlich vom Dorf verläuft die Regionalstraße P–24.
Am 12. September 2016 wurde das Dorf ein Teil neu gegründeten Landgemeinde Nyschnij Werbisch, bis dahin bildete es die Landratsgemeinde Welykyj Kljutschiw (Великоключівська сільська рада/Welykokljutschiwska silska rada) im Süden des Rajons Kolomyja.